# Поталов, Афанасий Федотович
Афанасий Федотович Поталов (1911, Глазово, Центрально-Чернозёмная область — 1942, СССР) — советский футболист, вратарь.

## Биография
Афанасий Поталов родился в 1911 году в селе Глазово Конышёвского района Льговского округа Центрально-Чернозёмной области (сейчас Курской области).
Играл в футбол на позиции вратаря.
В 1932 году выступал за ивановское «Динамо».
В 1937 году играл в киевском «Локомотиве», который поделил 2-3-е места в группе «В» чемпионата СССР, провёл 8 матчей.
В 1938 году выступал за «Локомотив» в группе «А», провёл в чемпионате страны 11 матчей.
С 1941 года участвовал в Великой Отечественной войне. Был зачислен в резервно-восстановительный батальон 45-й танковой дивизии. Попав в окружение, вернулся в оккупированный немцами Киев. В 1942 году был арестован немецкой полицией. Не желая быть расстрелянным, согласился служить в немецкой разведке. 
Окончил школу разведчиков в Полтаве и был заброшен в тыл Красной Армии. После этого пришёл в органы НКВД и сообщил, что работает на немецкую разведку.
Расстрелян в 1942 году по постановлению особого совещания при НКВД СССР.